# Hélène Hendriks
Hélène Hendriks (Breda, 6 augustus 1980) is een Nederlandse presentatrice en voormalig hockeyer. Ze verwierf bekendheid als tafeldame van De Wereld Draait Door en vervult dezelfde rol regelmatig in Vandaag Inside.

## Levensloop
In haar jeugd begon Hendriks, die met twee zussen als drieling geboren werd, met hockey bij HCP en ging vervolgens naar Push waar ze op haar zeventiende in het eerste team kwam. Met de club promoveerde ze naar de Hoofdklasse. Op dat niveau speelde Hendriks twaalf jaar en kwam ook uit voor Den Bosch, Rotterdam en Victoria.
Hendriks begon haar journalistieke carrière bij de lokale omroep Brabant10 waar ze sportprogramma's presenteerde. Ook was ze actief voor NAC TV, het kanaal van de club waar ze fan van is. Ze werd hierna bij Omroep Brabant presentatrice van het programma FC Brabant, waarin alle wedstrijden van de Brabantse Jupiler League-clubs werden uitgezonden. Ook heeft ze nog enkele maanden voor de regionale Limburgse zender L1 de wedstrijden van de Limburgse clubs in de Jupiler League (Eerste Divisie) verslagen en reportages van Eredivisie-wedstrijden bij Roda JC Kerkrade gedaan. Hierna maakte ze in september 2013 de overstap naar Fox Sports. Daar werkt ze als presentatrice/verslaggeefster. Ze heeft op FOX het samenvattingenprogramma 90 minutes gepresenteerd. Eind 2013 was ze een van de presentatoren van FOX Sport Centraal op het open kanaal Fox. Vanaf 2015 tot 2018 presenteerde Hendriks iedere zaterdagavond het programma de Eretribune met Jan Joost van Gangelen. Tevens was ze regelmatig te zien in het televisieprogramma VI. Daarin gaf Hendriks toelichting op de programmering van de betaalzender.
In 2017 was ze regelmatig te zien als tafeldame bij De Wereld Draait Door. Tevens presenteerde Hendriks bij RTL de sportquiz Matchwinner Pro. In 2018 verbond Hendriks zich aan Veronica. Bij de zender presenteert Hendriks de programma’s rond kickboksevenementen van Glory. Daarnaast is Hendriks samen met Wilfred Genee het vaste gezicht van de Champions League-wedstrijden. In 2019 kreeg zij uit handen van Robin van Persie de prijs Beste sportjournalist van 2018.
Vanaf juni 2019 presenteerde ze samen met Genee het praatprogramma Café Hendriks en Genee. Elke zondagavond waren er gasten die de afgelopen week doornamen. Op SBS6 schoof Hendriks regelmatig aan bij 6 Inside als sportkundige. Tijdens de Oranjezomer bij SBS6 in 2021 nam zij tijdelijk de presentatie over van Genee, opvallend genoeg stegen toen de kijkcijfers. Daarna was zij quizmaster in de voetbalkwis The Bettle, met Kees Jansma als scheidsrechter. Eind 2021 was zij presentatrice van het geflopte SBS6-programma The Big Balance. Sinds februari 2022 is Hendriks regelmatig tafeldame bij Vandaag Inside. Datzelfde jaar was ze meerdere keren te zien als invalpresentatrice van het praatprogramma HLF8 om presentator Johnny de Mol te vervangen. Ook vervangt ze sinds 2021 de mannen van Vandaag Inside tijdens de zomer- en winterstop, in de zomerstop met De Oranjezomer en tijdens de winterstop met De Oranjewinter. Daarnaast presenteert ze sinds 2024 in de periodes dat Vandaag Inside wel wordt uitgezonden op zondag het programma De Oranjezondag.
In 2023 won ze de Televizier-Ring voor beste presentator.

## Televisie

### Presentatie/verslaggeving
- FC Brabant
- FOX Sports (2013-2020)
- 90 minutes (2013)
- FOX Sport Centraal (2013)
- FC Onder Ons (2015)
- de Eretribune (2015-2018)
- Matchwinner Pro
- ESPN (2020-2024)
- Veronica Inside (2018-2021)
- Café Hendriks en Genee (2019) met Wilfred Genee.
- The Bettle (2021)
- Missions Impossible (2021)
- The Big Balance (2021)
- De Oranjezomer/De Oranjewinter (2021-heden) in 2021 als invaller voor Wilfred Genee en vanaf 2023 als vaste presentatrice.
- HLF8 (2022–2023)
- De Oranjezondag (2024-heden)
- Ziggo Sport (2024-heden)
- De beste wensen (2024-heden), een van de presentatoren.[7]
- Rondo (2024-heden), als invaller voor Wytse van der Goot.
- Vandaag Inside (2025-heden), als invaller voor Wilfred Genee.

### Gast/deskundige
- De Wereld Draait Door (2017)
- 6 Inside (2019)
- Shownieuws (2020)
- Vandaag Inside (2022-heden)

### Deelnemer
- Top 4000 Muziekquiz (2020), deelnemers-duo met Dennis van der Geest
- Marble Mania (2021), met Hans Kraay jr. en Toine van Peperstraten
- Het Jachtseizoen (2022), deelnemers-duo met Anouk Hoogendijk
- Top 4000 Muziekquiz (2023), deelnemers-duo met Johan Derksen